# Marnie Schulenburg
Marnie Schulenburg (Barnstable, 21 de maio de 1984 — Bloomfield, 17 de maio de 2022) foi uma atriz estadunidense que ficou conhecida por interpretar Alison Stewart na telenovela As the World Turns (2007-2010), exibida pela CBS. Schulenburg foi diagnosticada com câncer de mama terminal em maio de 2020, vindo a falecer quatro dias antes de seu aniversário, em 17 de maio de 2022.